# Onaji Jikyū de Hataraku Tomodachi no Bijin Mama
Singles de S/mileage
Gambara Nakute mo ee Nende!!
(2010) Short Cut
(2011)
Singles par Lilpri
Idolulu
(2010)
 Onaji Jikyū de Hataraku Tomodachi no Bijin Mama  (同じ時給で働く友達の美人ママ, ou Onaji Jikyuu...) est le 3e single "major" (7e single au total) du groupe S/mileage.

## Présentation
Le single, écrit, composé et produit par Tsunku, sort le 29 septembre 2010 au Japon sur le label hachama, deux mois seulement après le précédent single du groupe, Gambara Nakute mo ee Nende!!. Il atteint la 5e place du classement des ventes de l'oricon, et reste classé pendant sept semaines. Il sort aussi en trois éditions limitées notées "A", "B", et "C", avec des pochettes différentes et contenant chacune un DVD différent en supplément. Le single sort aussi au format "Single V" (vidéo DVD contenant le clip vidéo) une semaine plus tard, le 6 octobre 2010, ainsi que dans une édition limitée "Event V" (DVD) vendue uniquement lors de prestations du groupe.
La chanson-titre figurera en fin d'année sur le premier album du groupe, Warugaki 1 ; son clip vidéo figurera aussi sur la version DVD de la compilation de fin d'année du Hello! Project Petit Best 11. La chanson en "face B" est une reprise du tube Chokotto Love sorti par l'ancien groupe affilié Petit Moni en 1999.

## Formation
Membres du groupe créditées sur le single :
- Ayaka Wada
- Yūka Maeda
- Kanon Fukuda
- Saki Ogawa

## Liste des titres
Single CD
1. Onaji Jikyū de Hataraku Tomodachi no Bijin Mama  (同じ時給で働く友達の美人ママ?)
2. Chokotto Love  (ちょこっとLOVE?) (reprise de Chokotto Love)
3. Onaji Jikyū de Hataraku Tomodachi no Bijin Mama (instrumental)  (同じ時給で働く友達の美人ママ...?)

DVD de l'édition limitée "A"
1. Onaji Jikyū de Hataraku Tomodachi no Bijin Mama (Dance Shot Ver. Pink)  (同じ時給で働く友達の美人ママ...?)

DVD de l'édition limitée "B"
1. Onaji Jikyū de Hataraku Tomodachi no Bijin Mama (Close-up Ver.)  (同じ時給で働く友達の美人ママ...?)

DVD de l'édition limitée "C"
1. Onaji Jikyū de Hataraku Tomodachi no Bijin Mama (4 Shot Lip Ver.)  (同じ時給で働く友達の美人ママ...?)

Single V (DVD)
1. Onaji Jikyū de Hataraku Tomodachi no Bijin Mama  (同じ時給で働く友達の美人ママ?) (clip vidéo)
2. Onaji Jikyū de Hataraku Tomodachi no Bijin Mama (Arubaito Ver.)  (同じ時給で働く友達の美人ママ) (アルバイトVer.?)
3. Making of  (メイキング映像?)

Event V (DVD)
1. Onaji Jikyū de Hataraku Tomodachi no Bijin Mama (Dance Shot Ver. Light Blue)  (同じ時給で働く友達の美人ママ...?)
2. Onaji Jikyū de Hataraku Tomodachi no Bijin Mama (Wada Ayaka Close-up Ver.)  (... 和田彩花 Close-up Ver.?)
3. Onaji Jikyū de Hataraku Tomodachi no Bijin Mama (Maeda Yūka Close-up Ver.)  (... 前田憂佳 Close-up Ver.?)
4. Onaji Jikyū de Hataraku Tomodachi no Bijin Mama (Fukuda Kanon Close-up Ver.)  (... 福田花音 Close-up Ver.?)
5. Onaji Jikyū de Hataraku Tomodachi no Bijin Mama (Ogawa Saki Close-up Ver.)  (... 小川紗季 Close-up Ver.?)